# 人馬座B2
人馬座B2（Sgr B2）是一個由氣體和塵埃組成的巨分子雲，距離銀河系的中心大約120秒差距（390光年）。這個複合體是核心附近最大的分子雲，也是銀河系中最大的分子雲之一，橫跨大約45秒差距（150光年） ，總質量約為太陽質量的300萬倍。分子雲內氫的平均密度為每立方公分3,000個原子，大約是典型分子雲密度的20〜40倍。
這個分子雲的內部結構很複雜，雲內各處的密度和溫度都不相同。雲的核心分為三個主要部分，分別標示為北(N)、中(M)（也可以說是主區）和南(S)。因此，人馬座 B2(N)代表北核；人馬座B2(M)和人馬座B2(N) 是恆星形成的場所。最初發現的10個H II區依序從A標示至J。H II區A–G、I和J在人馬座B2(M)，K在人馬座B2(N)，和H在人馬座B2(S)。核心的恆星形成區域寬約5秒差距，其輻射約為太陽光度的1,000萬倍。
雲由各種複雜分子組成，特別令人感興趣的是酒精。雲中還包含乙醇、乙烯醇和甲醇；這些都是由於原子聚集而重新形成的分子。這些組合物是試圖發現胺基酸時，通過光譜儀發現的。還發現了一種酯：甲酸乙酯，它是胺基酸的主要前身。這種酯也是覆盆子風味的來源，導致一些關於人馬座B2的文章假設雲內有"覆盆子朗姆酒"的味道。在雲中還檢測到存在大量的丁腈（丙腈）和其它烷基氰化物。
雲中的溫度從稠密恆星形成區的300 K（27 °C）變化到周圍外殼40 K（−233.2 °C）。由於人馬座B2中的平均溫度和壓力較低，基於原子直接相互作用的化學反應極其緩慢。然而，人馬座B2複合體包含由矽核組成的冷塵埃顆粒，矽核被水冰包覆和各種碳化合物包圍著。這些顆粒的表面允許通過積聚分子發生化學反應，然後這些分子可以與鄰近的化合物相互作用。由此產生的化合物可以經由蒸發從表面進入分子雲內。
在102103μm的波長範圍內，可以很容易地觀察到雲5中的分子成分。大約一半的已知星際分子最初都是在人馬座B2附近發現的，之後幾乎所有其它現時已知的分子，都在此處一一被檢測到。
歐洲太空總署的γ-射線天文台國際伽瑪射線天體物理實驗室（INTEGRAL）曾經觀測到人馬座B2的γ-射線活動，導致分子雲輻射出X-射線。這些能量是由在銀河系核心的超大質量黑洞（SMBH）人馬座A*於大約350年前散發出來的。估計這次爆發的總能量比人馬座A*現在輸出的要強百萬倍。2011年，日本天文學家用朱雀號衛星觀察了銀河系中心，支持了這一結論

## 外部連結
- R. M. Gaume;  et al. . National Radio Astronomy Observatory. October 31, 2007  [2007-10-31]. （原始内容存档于2012-02-08）.
- How Did Organic Matter Reach Earth? Cosmic Detectives Trace Origin of Complex Organic Molecules （页面存档备份，存于）, on: SciTechDaily. September 10, 2020. Source: Tokyo University of Science: Acetonitrile found in molecular cloud Sgr B2(M) at the center of our galaxy.